# Henry Maudsley
 (mai 2023).
La mise en forme du texte ne suit pas les recommandations de Wikipédia : il faut le « wikifier ».
Les points d'amélioration suivants sont les cas les plus fréquents. Le détail des points à revoir est peut-être précisé sur la page de discussion.
- Les titres sont pré-formatés par le logiciel. Ils ne sont ni en capitales, ni en gras.
- Le texte ne doit pas être écrit en capitales (les noms de famille non plus), ni en gras, ni en italique, ni en « petit »…
- Le gras n'est utilisé que pour surligner le titre de l'article dans l'introduction, une seule fois.
- L'italique est rarement utilisé : mots en langue étrangère, titres d'œuvres, noms de bateaux, etc.
- Les citations ne sont pas en italique mais en corps de texte normal. Elles sont entourées par des guillemets français : « et ».
- Les listes à puces sont à éviter, des paragraphes rédigés étant largement préférés. Les tableaux sont à réserver à la présentation de données structurées (résultats, etc.).
- Les appels de note de bas de page (petits chiffres en exposant, introduits par l'outil «  Source ») sont à placer entre la fin de phrase et le point final[comme ça].
- Les liens internes (vers d'autres articles de Wikipédia) sont à choisir avec parcimonie. Créez des liens vers des articles approfondissant le sujet. Les termes génériques sans rapport avec le sujet sont à éviter, ainsi que les répétitions de liens vers un même terme.
- Les liens externes sont à placer uniquement dans une section « Liens externes », à la fin de l'article. Ces liens sont à choisir avec parcimonie suivant les règles définies. Si un lien sert de source à l'article, son insertion dans le texte est à faire par les notes de bas de page.
- La présentation des références doit suivre les conventions bibliographiques. Il est recommandé d'utiliser les modèles {{Ouvrage}}, {{Chapitre}}, {{Article}}, {{Lien web}} et/ou {{Bibliographie}}. Le mode d'édition visuel peut mettre en forme automatiquement les références.
- Insérer une infobox (cadre d'informations à droite) n'est pas obligatoire pour parachever la mise en page.

Pour une aide détaillée, merci de consulter Aide:Wikification.
Si vous pensez que ces points ont été résolus, vous pouvez retirer ce bandeau et améliorer la mise en forme d'un autre article.
Ne doit pas être confondu avec Henry Maudslay.
Henry Maudsley, né le 5 février 1835 et mort le 23 janvier 1918, est un précurseur de la psychiatrie britannique.

## Biographie
Né en 1835 à Rome, petit hameau proche de Giggleswick dans le Yorkshire du Nord, il fit ses études à l'University College de Londres où il obtint le titre de docteur en médecine en 1857; il prit alors un poste à l'asile de Wakefield. À 23 ans, il obtint le grade de super-intendant médical au Cheadle Royal Hospital de Cheadle Hulme. Il revint à Londres en 1862 et y exerça comme professeur de médecine légale de 1869 à 1879. De 1866 à 1874, il dirigea l'asile privé de John Conolly à Hanwell (Londres). Il avait épousé Ann Connoly, plus jeune fille de John Conolly.
De 1862 à 1878, il fut aussi rédacteur en chef du Journal of Mental Science, périodique de l'Association Médico-Psychiatrique britannique qui paraît aujourd'hui sous le titre de British Journal of Psychiatry. Maundsley travailla à étendre les centres d'intérêt de la publication à la psychologie et à la philosophie.
En 1907, Maundsley collabora avec le London County Council pour fonder le Maudsley Hospital, avec un don de 30 000 £, un établissement destiné à traiter les affections psychiatriques profondes et comportant également un hôpital de jour pour les affections débutantes ou légères. L'établissement abritait également des unités de recherche et d'enseignement. Les bâtiments furent achevés en 1915 et un acte du Parlement y rendit possible les internements volontaires. L'établissement fusionna avec le Bethlem Royal Hospital en 1948.

## Œuvres
- 1867	 The Physiology and Pathology of Mind. Macmillan
- 1870	Body and Mind: An Inquiry into their Connection and Mutual Influence. Macmillan
- 1874	Responsibility in Mental Disease. King
- 1874	Le crime et la folie, Paris, Germer Baillière, coll. «Bibliothèque scientifique internationale»
- 1876	The Physiology of Mind. — Enlarged and revised 3rd editions
- 1879	The Pathology of Mind. — of the 1867 work.  (Macmillan) - Trad. de Louis Germont sous le titre La pathologie de l'esprit, , Paris, Éd. Germer Baillière, coll. «Bibliothèque de philosophie contemporaine», 1883.
- 1883	Body and Will: In its Metaphysical, Physiological and Pathological Aspects.	Kegan, Paul
- 1886	Natural Causes and Supernatural Seemings. Kegan, Paul
- 1902	Life in Mind and Conduct: Studies of Organic in Human Nature.	  Macmillan
- 1908	Heredity, Variation and Genius, with Essay on Shakespeare and Address	on Medicine. John Bale, Sons & Danielsson
- 1916	Organic to Human: Psychological and Sociological.	Macmillan
- 1918	Religion and Realities.  John Bale, Sons & Danielsson